# Blaž Beretin
Blaž Beretin (Radovin kraj Zadra, 2. veljače 1966.) hrvatski je general-bojnik, zapovjednik Hrvatske kopnene vojske
Rođen je u Radovinu kraj Zadra, 2. veljače 1966. godine. Nakon završetka srednje pomorske škole s nautičkim usmjerenjem, diplomirao je 1989. godine na Vojnoj akademiji Ratnog zrakoplovstva i protuzračne obrane. Nastavio je vojnu izobrazbu pa je prošao Zapovjedno stožernu školu "Blago Zadro" u Zagrebu 2000. godine i Ratnu školu "Ban Josip Jelačić" u Zagrebu 2005. godine.
Pridružio se Hrvatskoj vojsci 1991. godine. Za vrijeme Domovinskog rata služio je na ratištima u Dalmaciji i Lici, gdje je napredovao kroz različite zapovjedne pozicije. Počeo je kao zapovjednik voda, zatim satnije i bojne u 112. brigadi, da bi kasnije preuzeo slične dužnosti u 9. gardijskoj brigadi.
Bio je načelnik stožera i mirnodopski zapovjednik 4. motorizirane gardijske brigade "Pauci" i 9. gardijske brigade “Vukovi”.
Postavljen je za zapovjednika Hrvatske kopnene vojske 22. srpnja 2024. odlukom predsjednika Zorana Milanovića.